# ندای وظیفه: بلک آپس دیکلسیفاید
ندای وظیفه بلک آپس دیکلسیفاید یک بازی ویدئویی تیراندازی اول شخص در سال ۲۰۱۲ است که توسط ان‌اس‌تیگیت توسعه یافته و توسط اکتیویژن برای پلی استیشن ویتا منتشر شده است. این بازی در کنفرانس نمایشگاه رسانه و تجارت سونی معرفی شد. 
این بازی دارای حالت های تک‌نفره(سینگل پلیر) و چند‌نفره(مولتی پلیر) است که بازی روال داستان بین ندای وظیفه بلک آپس و دنباله آن بلک آپس ۲ اتفاق می افتد.  
پس از انتشار، ندای وظیفه بلک آپس دیکلسیفاید نقدهای منفی دریافت کرد، با انتقاداتی از هوش مصنوعی دشمن ضعیف بازی، اشکالات متعدد، چند نفره معیوب.

## گیم پلی
ندای وظیفه بلک آپس دیکلسیفاید از چوب های آنالوگ دوگانه، صفحه نمایش لمسی و پد لمسی پشتی ویتا استفاده می کند. از جمله این قابلیت ها می توان به حبس نفس با استفاده از پد لمسی عقب اشاره کرد. قابلیت پرتاب نارنجک شبیه مقاومت: آسمان های سوزان است که از صفحه نمایش لمسی جلو استفاده می شود. توانایی حمله‌ی خنجری با کشیدن انگشت یا لمس هر نقطه ای از صفحه لمسی به دست می آید. یک حالت کاملاً جدید به نام "دشمن ها" اضافه شده است که در آن بازیکن در مقابل ۴ موج مختلف از دشمنان قرار می گیرد. نیهل‌استیکس(ان‌اس‌تیگیت) تایید کرده است که حالت زامبی در زمان عرضه به بازی اضافه نخواهد شد. 
در جریان سال ۲۰۱۲ گیمیزکام، زمانی که ندای وظیفه: بلک آپس دیکلسیفاید نمایش داده شد، گرافیک مورد انتقاد قرار گرفت. نیهل‌استیکس با بهبود بصری بازی با نورپردازی بهتر، مدل‌های بهتر دشمنان و اسلحه‌ها و بافت‌های بهتر پاسخ داد. 

### تک نفره
کمپین تک‌نفره در ندای وظیفه: بلک آپس دیکلسیفاید  شامل ماموریت‌های مبتنی بر هدف است که بازیکنان می‌توانند برای بهبود عملکرد خود دوباره از آنها بازدید کنند.  بخش تک نفره بازی در واقع با عنوان عملیات است که داستان اصلی بازی را با اضافه شدن حالت تایم‌تریال دارد که باعث می شود بازیکن بدود و دشمنان چوبی را به ضرب گلوله بکشد تا زمان را شکست دهد.

### دشمنان
این حالت جدید شباهت زیادی به حالت بقای ندای وظیفه: جنگاوری نوین ۳ 'دارد. به آن "دشمن ها" گفته می شود که در آن بازیکن در برابر ۴ موج مختلف از دشمنان در امواج مختلف ۱۲ یا ۱۶ دشمن قرار می گیرد که هر موج یک سلاح خاص را حمل می کند. پس از کشته شدن هر ۴ موج مختلف از دشمنان، آنها دوباره در امواج تولید می شوند. نقشه های استفاده شده از قسمت چند نفره بازی به استثنای حمل و نقل نقشه هستند. این نقشه ها شترد، راکت، رنج، اینتل و نووک‌هوس نام دارند. در پایان هر موج یک بسته مراقبت روی نقشه ریخته می شود و بازیکن باید قبل از شروع موج بعدی آن را بگیرد وگرنه بسته مراقبت ناپدید می شود. بسته مراقبت ممکن است حاوی یکی از موارد زیر باشد: اصابت خمپاره، اسلحه نگهبانی یا سلاح.

### چند نفره
بازی چند نفره ندای وظیفه: بلک آپس دیکلسیفاید شامل مسابقات ۴ در مقابل ۴ از طریق وای فای است، با قابلیت بازی با دوستان از طریق برنامه مهمانی در پلی استیشن ویتا همراه است. این بازی در مجموع دارای هفت نقشه، هفت کیل‌استریک(uav، گانشیپ و مشابهات آن)، پنج حالت بازی، هجده سلاح اصلی، ده سلاح ثانویه، شش آیتم تجهیزات و دوازده امتیاز است. به بازیکنان پنج کلاس از پیش تعیین شده، پنج اسلات سفارشی و یک اسلات کلاس به اشتراک گذاشته شده از طریق "نزدیک" داده می شود که فقط چند نفر در چند نفره دوام می آورد. همچنین زمانی که بازیکن حداقل به رتبه ۴۰ می رسد، می تواند پرستیژ شود 

## داستان
در ۱۲ ژانویه ۱۹۹۰، پس از تهاجم ایالات متحده به پاناما ، رایان جکسون، تحلیلگر سیا، گزارشی از چندین عملیات انجام شده توسط اپراتورهای الکس میسون و فرانک وودز، که توسط مامور جیسون هادسون انجام شده بود، ارائه کرد. در این گزارش چندین اشاره شده است که این سه نفر با چندین چهره از جمله نیکیتا دراگوویچ ، رئیس جمهور جان اف کندی و رائول منندز درگیر هستند.
در ۲۹ آوریل ۱۹۷۵، وودز به سایگون ، ویتنام فرستاده شد تا چندین دستگاه فوق سری سیا به نام پاربل را نابود کند. روز بعد، او به فرودگاه بین المللی تان سون نات رسید تا گروهی از ماموران سیا را نجات دهد و آنها را به مکان امن منتقل کند.
در سال ۱۹۷۶، میسون به عملیات اقدامات فعال منصوب شد، که او را مجبور کرد برای بازیابی اطلاعات از یک فراری از استاسی به برلین ، آلمان برود. با این حال، فراری قبل از انجام مبادله کشته شد. میسون قاتلان را در یک حلقه جاسوسی KGB به رهبری سرهنگ مایکل بلوف ردیابی کرد. میسون موفق شد اطلاعات را پس بگیرد و بلوف را در این فرآیند کشت.
در زمستان ۱۹۷۷، هادسون از تلاش KGB برای احیای پروژه نوا، در همان مکانی که عملاً آن را تعطیل کرد، مطلع شد: کوه یامانتائو . یک جوخه به رهبری وودز به سایت فرستاده شد، اما فقط او توانست زنده بماند. وودز به داخل مرکز رفت و شلوسل، محافظ فردریش اشتاینر، خالق سابق نووا ۶ را کشت. اینتل که از این تاسیسات بازیابی شد، هادسون و وودز را به یک سایت پرتاب موشک KGB هدایت کرد، جایی که آنها قصد داشتند یک دستگاه پراکنده گاز نووا را به یک موشک بالستیک قاره‌پیما اضافه کنند. وودز توانست پرتاب را متوقف کند، اما سپس متوجه شد که یکی از هم تیمی هایش پس از ورود در یامانتائو دستگیر شده است. او برخلاف دستور هادسون برای نجات هم تیمی رفت، اما برای نجات او خیلی دیر بود. وودز سپس در اطراف تاسیسات شارژ کرد و آن را تخریب کرد.
در ۱۹ ژوئیه ۱۹۷۹، میسون به ماناگوئه ، نیکاراگوئه فرستاده شد تا یک عامل مخفی را که توسط ساندینیستاها و نیروهای KGB دستگیر شده بود، به محل امن اسکورت کند. سه ماه بعد، او برای نجات یک هدف با ارزش که اطلاعاتی در مورد مجاهدین داشت، به افغانستان فرستاده شد.
جکسون گزارش خود را با اطلاعاتی در مورد تهاجم سال ۱۹۸۲ به کارتل منندز، که با مرگ خوزه لوئیز منندز به پایان رسید، به پایان رساند. اگرچه این ماموریت موفقیت آمیز بود، اما برای پسر خوزه، رائول منندز، آماده شد تا رهبر جدید کارتل شود.

## عرضه
ندای وظیفه: بلک آپس دیکلسیفاید در ۱۳ نوامبر ۲۰۱۲ در آمریکای شمالی و همزمان با  بلک آپس ۲ منتشر شد. این بازی همچنین در بسته باندل پی‌اس‌ویتا به همراه نسخه دیجیتالی بازی برای دانلود، کارت حافظه رایگان ۴ گیگابایتی پی‌اس‌ویتا و پنل و کیسه پشتی ویژه با تم ندای وظیفه موجود است. یک نسخه رایگان قابل دانلود از ندای وظیفه: جاده‌های پیروزی در نسخه جعبه‌ای نسخه‌های آمریکای شمالی این بازی گنجانده شده است.  

## پذیرایی
بازی ندای وظیفه: بلک آپس دیکلسیفاید پس از انتشار بازخوردهای منفی دریافت کرد و میانگین امتیاز ۳۳ از ۱۰۰ را در متاکریتیک بر اساس ۵۸ نقد کسب کرد که آن را به پایین‌ترین امتیاز این سری تبدیل کرد.  دن‌ریکرت گیم‌انفورمر بازی را "هولناک" نامید.  جف گرستمن از بمب بزگ از آن به عنوان یک "به هم ریخته از هم گسیخته" یاد کرد، از کنترل های لمسی ناخوشایند، اشکالاتی که باعث می شود دشمنان در هندسه سطح گیر کنند و نقشه های چند نفره آنقدر ریز که به معنای واقعی کلمه با دشمنی در شما ایجاد می شود، انتقاد کرد.  دانیل راتلج از 3 News گفت که کمپین تک نفره کمتر از یک ساعت طول می کشد و آن را "ارزش وحشتناک برای پول" توصیف کرد.  پیتر ویلینگتون از بازیکن کنسول‌جیبی نیز تحت تأثیر قرار نگرفت و آن را "انگشت میانی بزرگ برای طرفداران" خواند.  مارتی اسلیوا از 1Up.com به بازی یک D- داد و اظهار داشت: "اگر بلک آپس ۲ تمام تلاش خود را برای پیشبرد سری انجام داد، به نظر می‌رسد دیکلسیفاید برای نفی همه این پیشرفت‌ها سخت است." 

علیرغم استقبال منفی، این بازی در جایگاه شانزدهم جدول فروش بریتانیا قرار گرفت و دومین بازی بزرگ در پلی استیشن ویتا در سال ۲۰۱۲ شد، اولین بازی اساسینزدکرید۳: آزاد‌سازی بود. 

## مراجع
1. ↑  Hindman, Heath (November 19, 2012). "Call of Duty Black Ops: Declassified Review". playstationlifestyle.net. Archived from the original on August 15, 2013. Retrieved November 26, 2013.
2. ↑  Sterling, Jim (November 20, 2012). "Call of Duty: Black Ops: Declassified". destructiod.com. Archived from the original on August 24, 2013. Retrieved November 26, 2013.
3. ↑  "Call of Duty: Black Ops: Declassified release date confirmed". twitter.com. October 7, 2012. Retrieved October 7, 2012.
4. ↑  "Call of Duty: Black Ops: Declassified Gamescom Trailer". YouTube. August 14, 2012. Archived from the original on January 5, 2017. Retrieved November 29, 2016.
5. ↑  "Call of Duty: Black Ops: Declassified Details Revealed". 4PGames.net. August 14, 2012. Archived from the original on October 3, 2012. Retrieved August 14, 2012.
6. ↑  "Influx of new details for Call of Duty: Black Ops: Declassified". Gamesthirst.com. October 6, 2012. Archived from the original on February 6, 2013. Retrieved May 4, 2014.
7. ↑  "No Zombies in Call of Duty: Black Ops: Declassified". Computerandvideogames.com. October 9, 2012. Archived from the original on December 1, 2014. Retrieved May 4, 2014.
8. ↑  "Call of Duty: Black Ops: Declassified Graphics Are Much Better Now". Gameplox.com. October 7, 2012. Archived from the original on November 12, 2012. Retrieved May 4, 2014.
9. ↑  "Call of Duty: Black Ops: Declassified, New Details Now". blog.us.playstation.com. October 3, 2012. Archived from the original on July 16, 2014. Retrieved May 4, 2014.
10. ↑  "Call of Duty: Black Ops: Declassified's Multiplayer features". IGN.com. September 3, 2012. Archived from the original on March 21, 2013. Retrieved May 4, 2014.
11. ↑  "Black Ops: Declassified update with Nihilistic's CEO". Oneofswords.com. Archived from the original on January 20, 2013. Retrieved May 4, 2014.
12. ↑  "Black Ops: Declassified bundle copy is digital". Blog.quadoner.com. October 1, 2012. Archived from the original on December 10, 2012. Retrieved May 4, 2014.
13. ↑  "Call of Duty: Black Ops Declassified". Metacritic. CBS Interactive. Archived from the original on November 27, 2012. Retrieved November 14, 2012.
14. ↑  Ryckert, Dan (November 14, 2012). "Call Of Duty: Black Ops: Declassified Review". Game Informer. GameStop. Archived from the original on November 17, 2012. Retrieved November 14, 2012.
15. ↑  Gerstmann, Jeff (November 14, 2012). "Call of Duty: Black Ops Declassified Review". Giant Bomb. CBS Interactive. Archived from the original on November 16, 2012. Retrieved November 14, 2012.
16. ↑  Rutledge, Daniel (November 20, 2012). "Call of Duty: Black Ops Declassified review". 3 News. MediaWorks New Zealand. Archived from the original on October 13, 2013. Retrieved November 21, 2012.
17. ↑  "GFK Chart-Track: UK News: Good COD!". Archived from the original on November 19, 2018. Retrieved May 4, 2014.

## لینک های خارجی
- Call of Duty: Black Ops: Declassified